# Матвієнков Сергій Анатолійович
Матвієнков Сергій Анатолійович (нар. 16 листопада 1957, м. Жданов (нині м. Маріуполь), Донецька область) — український політик.

## Життєпис
Народився 16 листопада 1957 (Жданов Сталінської області); українець.

### Освіта
Ждановський металургійний інститут, механіко-металургійний факультет (1975—1980), інженер-механік.

### Політика
Народний депутат України 3,4,5,7,8 скликань.
Був членом Комітету Верховної Ради України з питань промислової політики та підприємництва, вугільно-металургійного комплексу і хімічної промисловості. Також був членом груп по міжпарламентським зв'язкам з Ірландією, Китаєм, Південною Кореєю, Японією, Індією та Грецією.
16 січня 2014 року голосував за так звані "диктаторські закони"
У травні 2014 року разом з Вадимом Новинським та Нестором Шуфричем ініціював у Верховній Раді України законопроєкт, основною метою якого було виконання Женевських домовленостей, проведення конституційної реформи і децентралізації влади в Україні, припинення проведення Антитерористичної операції на Донеччині та Луганщині та схиляння людей добровільно скласти зброю та залишити адміністративні будівлі.

### Робота
- 11.1980-03.1982 — майстер цеху № 1 Феодосійського механічного заводу.
- 03.1982-1990 — начальник зміни, начальник дільниці ремонтно-механічного цеху № 2 металургійного комбінату ім. Ілліча.
- 08.1990-10.1992 — начальник бюро, заступник начальника відділу управління головного механіка, 10.1992-04.1998 — заступник генерального директора з побуту і загальних питань Маріупольського металургійного комбінату ім. Ілліча.
- 1998 — перший заступник генерального директора — головний інженер ПАТ «ММК ім. Ілліча».

## Сім'я
- батько Анатолій Якович (1936—1991) — металург, начальник дільниці Маріупольського металургійного комбінату ім. Ілліча;
- мати Надія Йосипівна (1937) — машиніст крана Маріупольського метал. комбінату ім. Ілліча, пенсіонерка;

## Нагороди
- Орден «За заслуги» III ступеня (серпня 2001)[7].
- Почесна грамота Верховної Ради України.